# Староноваківська сільська рада
Староноваківська сільська рада — колишня адміністративно-територіальна одиниця та орган місцевого самоврядування у Лугинському районі Житомирської області Української РСР з адміністративним центром у селі Старі Новаки.

## Населені пункти
Сільській раді на час ліквідації були підпорядковані населені пункти:
- с. Нові Новаки;
- с. Старі Новаки.

## Історія та адміністративний устрій
Створена 1941 року в складі сіл Нові Новаки та Старі Новаки Червоноволоцької сільської ради Лугинського району Житомирської області.
Станом на 1 вересня 1946 року сільська рада входила до складу Лугинського району Житомирської області, на обліку в раді перебували села Нові Новаки та Старі Новаки.
Ліквідована 11 серпня 1954 року, відповідно до указу Президії Верховної ради Української РСР «Про укрупнення сільських рад по Житомирській області», територію та населені пункти ради приєднано до складу Степанівської сільської ради Лугинського району Житомирської області.